# Bahnstrecke Murnau–Oberammergau
| 2007 war der ehemalige Bahnhof Oberammergau nur noch Haltepunkt |                                                    |                                            |                                            |
| |                                                    |                                            |                                            |
| Streckennummer (DB): | 5451                                               |                                            |                                            |
| Kursbuchstrecke (DB): | 963                                                |                                            |                                            |
| Kursbuchstrecke: | 402a (1946)                                        |                                            |                                            |
| Streckenlänge: | 23,671 km                                          |                                            |                                            |
| Spurweite: | 1435 mm (Normalspur)                               |                                            |                                            |
| Streckenklasse: | B2                                                 |                                            |                                            |
| Stromsystem: | 5,5 kV 16 Hz 5 kV 16 ⅔ Hz bis 1954 15 kV 16 ⅔ Hz ~ |                                            |                                            |
| Minimaler Radius: | 180 m                                              |                                            |                                            |
| Streckengeschwindigkeit: | 60 km/h                                            |                                            |                                            |
| Zugbeeinflussung: | PZB                                                |                                            |                                            |
| |                                                    |                                            |                                            |
| \| \| \| von München Hbf \| \| \| \| 0,000 \| Murnau \| 692 m \| \| \| \| Murnau Lokalbahnhof (bis 1960) \| \| \| \| \| (Verbindungsgleis) \| \| \| \| 0,411 \| Murnau Ort \| Murnau Ort \| \| \| 0,476 \| nach Garmisch-Partenkirchen (31 m) \| nach Garmisch-Partenkirchen (31 m) \| \| \| 1,600 \| Ramsachleite \| Ramsachleite \| \| \| 3,261 \| Seeleiten-Berggeist \| Seeleiten-Berggeist \| \| \| 5,568 \| Grafenaschau (ehem. Bf) \| 686 m \| \| \| 9,392 \| Jägerhaus (bis 2016) \| 752 m \| \| \| 11,680 \| Bad Kohlgrub (früher Kohlgrub Ort) \| 819 m \| \| \| 13,130 \| Bad Kohlgrub Kurhaus (früher Bad Kohlgrub) \| Bad Kohlgrub Kurhaus (früher Bad Kohlgrub) \| \| \| 14,263 \| Saulgrub \| 859 m \| \| \| 16,623 \| Altenau (Bay) (ehem. Bf) \| Altenau (Bay) (ehem. Bf) \| \| \| 19,000 \| Scherenau \| Scherenau \| \| \| 20,412 \| Unterammergau (ehem. Bf) \| 830 m \| \| \| 20,672 \| Ammer (22 m) \| Ammer (22 m) \| \| \| 23,671 \| Oberammergau (ehem. Bf) \| 834 m \| \| \| \| \| \| \| Quellen: [2][3][4] \| \| \| \| |                                                    |                                            |                                            |
| Strecke |                                                    | von München Hbf                            | von München Hbf                            |
| Bahnhof | 0,000                                              | Murnau                                     | 692 m                                      |
| Strecke · Kopfbahnhof Streckenanfang (Strecke außer Betrieb) |                                                    | Murnau Lokalbahnhof (bis 1960)             | Murnau Lokalbahnhof (bis 1960)             |
| Abzweig geradeaus und nach links · Abzweig ehemals geradeaus und von rechts |                                                    | (Verbindungsgleis)                         | (Verbindungsgleis)                         |
| Strecke · Haltepunkt / Haltestelle | 0,411                                              | Murnau Ort                                 | Murnau Ort                                 |
| Strecke nach links · Kreuzung geradeaus oben | 0,476                                              | nach Garmisch-Partenkirchen (31 m)         | nach Garmisch-Partenkirchen (31 m)         |
| ehemaliger Haltepunkt / Haltestelle | 1,600                                              | Ramsachleite                               | Ramsachleite                               |
| Haltepunkt / Haltestelle | 3,261                                              | Seeleiten-Berggeist                        | Seeleiten-Berggeist                        |
| Haltepunkt / Haltestelle | 5,568                                              | Grafenaschau (ehem. Bf)                    | 686 m                                      |
| ehemaliger Haltepunkt / Haltestelle | 9,392                                              | Jägerhaus (bis 2016)                       | 752 m                                      |
| Bahnhof | 11,680                                             | Bad Kohlgrub (früher Kohlgrub Ort)         | 819 m                                      |
| Haltepunkt / Haltestelle | 13,130                                             | Bad Kohlgrub Kurhaus (früher Bad Kohlgrub) | Bad Kohlgrub Kurhaus (früher Bad Kohlgrub) |
| Haltepunkt / Haltestelle | 14,263                                             | Saulgrub                                   | 859 m                                      |
| Haltepunkt / Haltestelle | 16,623                                             | Altenau (Bay) (ehem. Bf)                   | Altenau (Bay) (ehem. Bf)                   |
| ehemaliger Haltepunkt / Haltestelle | 19,000                                             | Scherenau                                  | Scherenau                                  |
| Haltepunkt / Haltestelle | 20,412                                             | Unterammergau (ehem. Bf)                   | 830 m                                      |
| Brücke über Wasserlauf | 20,672                                             | Ammer (22 m)                               | Ammer (22 m)                               |
| Haltepunkt / Haltestelle Streckenende | 23,671                                             | Oberammergau (ehem. Bf)                    | 834 m                                      |
| |                                                    |                                            |                                            |
| Quellen: |                                                    |                                            |                                            |

Die Bahnstrecke Murnau–Oberammergau, auch Ammergaubahn oder Ammertalbahn – bis 1938: Lokalbahn Murnau–Oberammergau – ist eine eingleisige, elektrifizierte Nebenbahn in Bayern. Sie zweigt in Murnau von der Hauptbahn München–Garmisch-Partenkirchen ab und führt nach Oberammergau. In der zweiten Streckenhälfte folgt sie dabei dem Tal der Ammer.
Die Strecke gilt als erste elektrifizierte Vollbahn in Deutschland.

## Geschichte

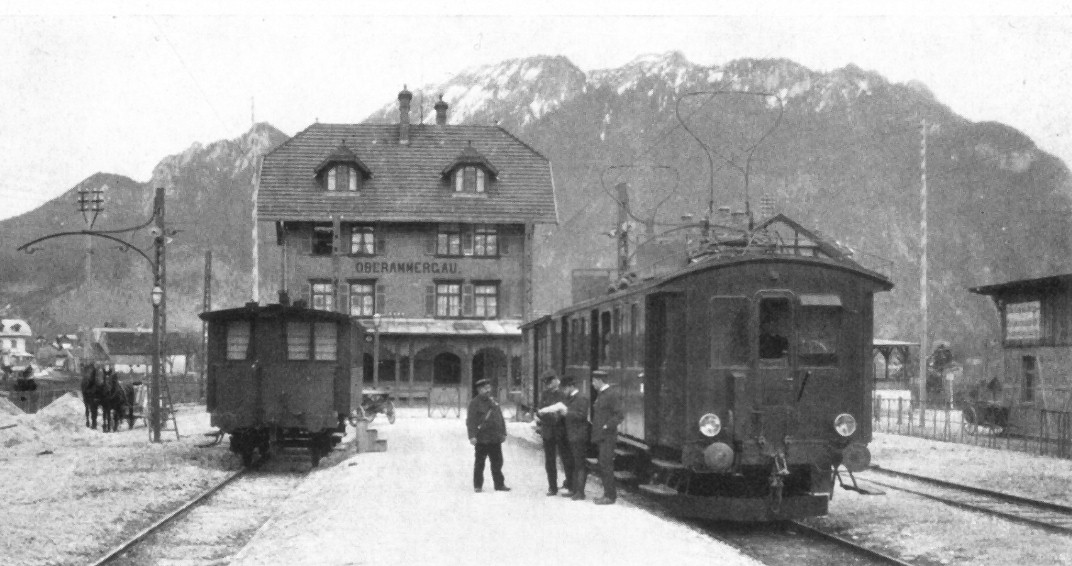
Ein LAG-Triebwagen im Frühjahr 1905 im Bahnhof Oberammergau

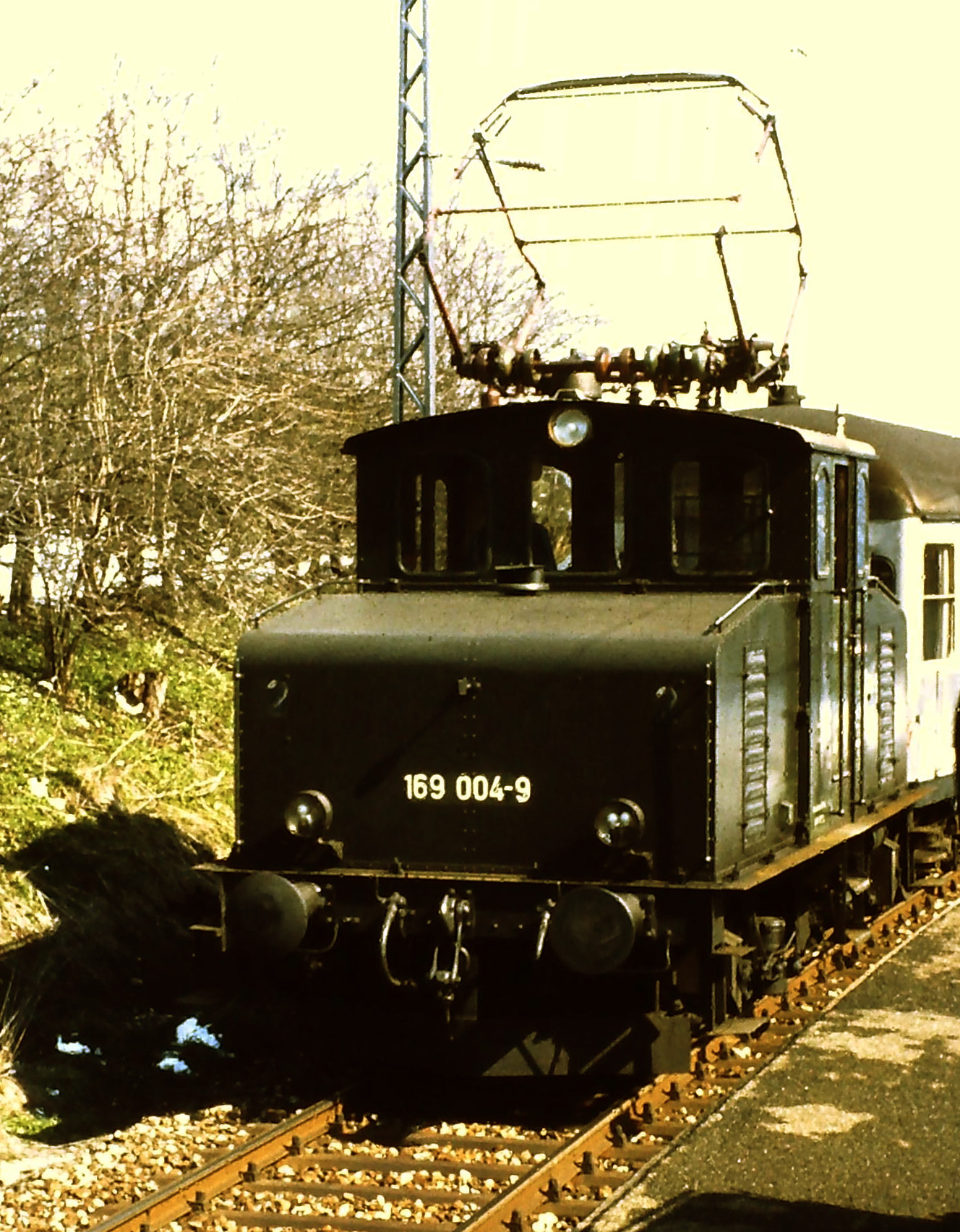
Betrieb Mitte der 1970er Jahre

Am 24. Januar 1897 erhielt die Actiengesellschaft Elektrizitätswerke, vormals O. L. Kummer & Co., Dresden, Sitz München, vom bayerischen Prinzregenten Luitpold die Konzession für den Bau einer elektrisch betriebenen einspurigen Bahnlinie von Murnau nach Oberammergau. In den folgenden Jahren bis 1900 wurde die Strecke dann zusammen mit dem Wasserkraftwerk Kammerl erbaut, sodass am 13. Januar 1900 der erste Probezug die Strecke befahren konnte. Wenige Monate später am 5. April 1900 wurde die Eröffnung der Strecke schließlich genehmigt. Allerdings schloss diese Genehmigung nur den Betrieb der Bahnlinie ein, nicht aber den elektrischen Betrieb. Der geplante Zugbetrieb mit Dreiphasenwechselstrom mit 800 Volt und 40 Hz scheiterte jedoch an den damals noch nicht beherrschten elektrotechnischen Problemen und kam nie über Probefahrten hinaus. Stattdessen wurden zu den Oberammergauer Passionsspielen 1900 ab 5. April elf von der Lokomotivfabrik Krauss & Comp. gelieferte Dampflokomotiven der Gattung D XI mit der Achsfolge C1'n2t auf der neuen Strecke eingesetzt.
Nach dem Konkurs des Betreibers erwarb die Lokalbahn Aktien-Gesellschaft (LAG) im November 1903 die Bahnstrecke und das Kraftwerk, das sie in der Zeit von März bis November 1904 mit 280 kW 350 kVA Bahnstromgeneratoren für die Erzeugung von Einphasenwechselstrom mit 5500 Volt und 16 Hz umrüsten ließ und erhielt die Betriebskonzession am 31. Dezember 1903. Am 1. Januar 1905 wurde der elektrische Planbetrieb mit den Triebwagen LAG Nr. 674 bis 677 aufgenommen. Gespeist wurde der Betrieb aus dem 1899 gebauten und 1904–1905 umgebauten Wasserkraftwerk Kammerl. Damit war die Ammergaubahn die erste Eisenbahn Deutschlands, die mit Einphasen-Wechselstrom niedriger Frequenz betrieben wurde, dem bis heute in Mittel- und Nordeuropa gebräuchlichen Stromsystem. Frühere Bahnen hatten Gleichstrom, Drehstrom oder (wie die wenige Monate zuvor eröffnete Stubaitalbahn) hochfrequenten Wechselstrom verwendet.
Am 2. Juni 1921 kollidierten zwischen Bad Kohlgrub und Grafenaschau ein Güterzug in Richtung Murnau und ein Personenzug frontal. Das Unglück führte zu drei Schwerverletzten und circa acht Leichtverletzten. Außerdem entstand ein größerer Sachschaden an den betroffenen Lokomotiven der Baureihe E 69 und an den Wagen.
Mit Wirkung zum 1. August 1938 ging die LAG in der Deutsche Reichsbahn auf. Während diese schon längst mit 15 000 Volt 16 2/3 Hz fuhr, wurde der Inselbetrieb der vom Kraftwerk Kammerl mit 5500 Volt 16 Hz versorgten Ammergaubahn bis zu den Umbauten in den Jahren 1951 bis 1953 beibehalten, als die Strecke und das Kraftwerk auf den allgemein verwendeten Bahnstrom umgestellt und im Kraftwerk für jeden der drei Generatoren ein Einphasentransformator sowie eine Schaltanlage installiert wurden.
Mit der Zunahme des Individualverkehrs sanken die Fahrgastzahlen auf der Ammergaubahn auf 500 bis 1000 Fahrgäste täglich. Parallel dazu verschwand auch der Güterverkehr fast völlig. Daher kam es zu einem massiven Rückbau der Infrastruktur.
1999 gab es Verhandlungen mit dem Fahrgastverband Pro Bahn und der DB Regio Bayern AG. Pro Bahn forderte unter anderem den Erhalt der Kreuzungsmöglichkeit in Altenau (Bay) und den Erhalt des zweiten Gleises in Oberammergau. Dadurch hätte man die Reisezeit um circa zehn Minuten verkürzen können. Doch die Kosten von etwa vier Millionen D-Mark waren zu hoch, und das Projekt wurde zurückgestellt.
In jüngerer Zeit wurde die Strecke umfangreich modernisiert. Dieser Modernisierung fiel jedoch auch sämtliche im Planbetrieb nicht mehr benötigte Infrastruktur zum Opfer, was der Deutschen Bahn unter anderem massive Kritik vom Fahrgastverband Pro Bahn einbrachte. So gibt es etwa am Endpunkt Oberammergau seit der Sanierung im Herbst 2005 nur noch ein Gleis, die restliche Fläche wurde unter anderem mit einem Busbahnhof überbaut. In diesem Zusammenhang wurde die Endstation von einem Bahnhof zu einem Haltepunkt zurückgestuft. Gleichermaßen zu einfachen Haltepunkten zurückgestuft wurden die Bahnhöfe Grafenaschau und Unterammergau, dort können sich seither keine Züge mehr begegnen. Bedingt durch diese Rationalisierungsmaßnahmen sind auf der Strecke nach Oberammergau tagsüber keine Sonderfahrten mehr möglich, weil keine Kreuzungsmöglichkeiten mehr zur Verfügung stehen. Die einzig verbliebene Kreuzungsmöglichkeit in Bad Kohlgrub wird für den Planbetrieb benötigt, dort kreuzen die Züge stündlich. Ferner kann am Endpunkt Oberammergau nicht mehr umgesetzt werden, dorthin können nur noch Wendezüge oder Triebzüge eingesetzt werden.
Im Bereich Bad Kohlgrub wurden zehn Kilometer der etwa 80 Jahre alten Gleise erneuert, die neuen Schienen wurden dabei endlos verschweißt. Ferner wurde die Strecke 2005 mit dem digitalen Zugfunksystem GSM-R ausgestattet. Am 28. November 2008 ging in Bad Kohlgrub ein elektronisches Stellwerk in Betrieb, welches von Garmisch-Partenkirchen aus ferngesteuert wurde. Seit dem 21. November 2016 wird es von Weilheim aus gesteuert.
Die Haltepunkte Seeleiten-Berggeist, Jägerhaus und Bad Kohlgrub Kurhaus werden bzw. wurden als Bedarfshalte betrieben. In Jägerhaus fuhren die Züge bei Dunkelheit aus Sicherheitsgründen durch, weil es dort keine Bahnsteigbeleuchtung gibt. Der Halt in Jägerhaus wurde zum Fahrplanwechsel am 11. Dezember 2016 komplett aufgegeben. Eine Ausrüstung mit Beleuchtung und Reisendeninformation, die gesetzlich vorgeschrieben ist, wird angesichts der geringen Fahrgastzahlen von unter zehn Personen am Tag als zu teuer erachtet.

### Elektrisches System

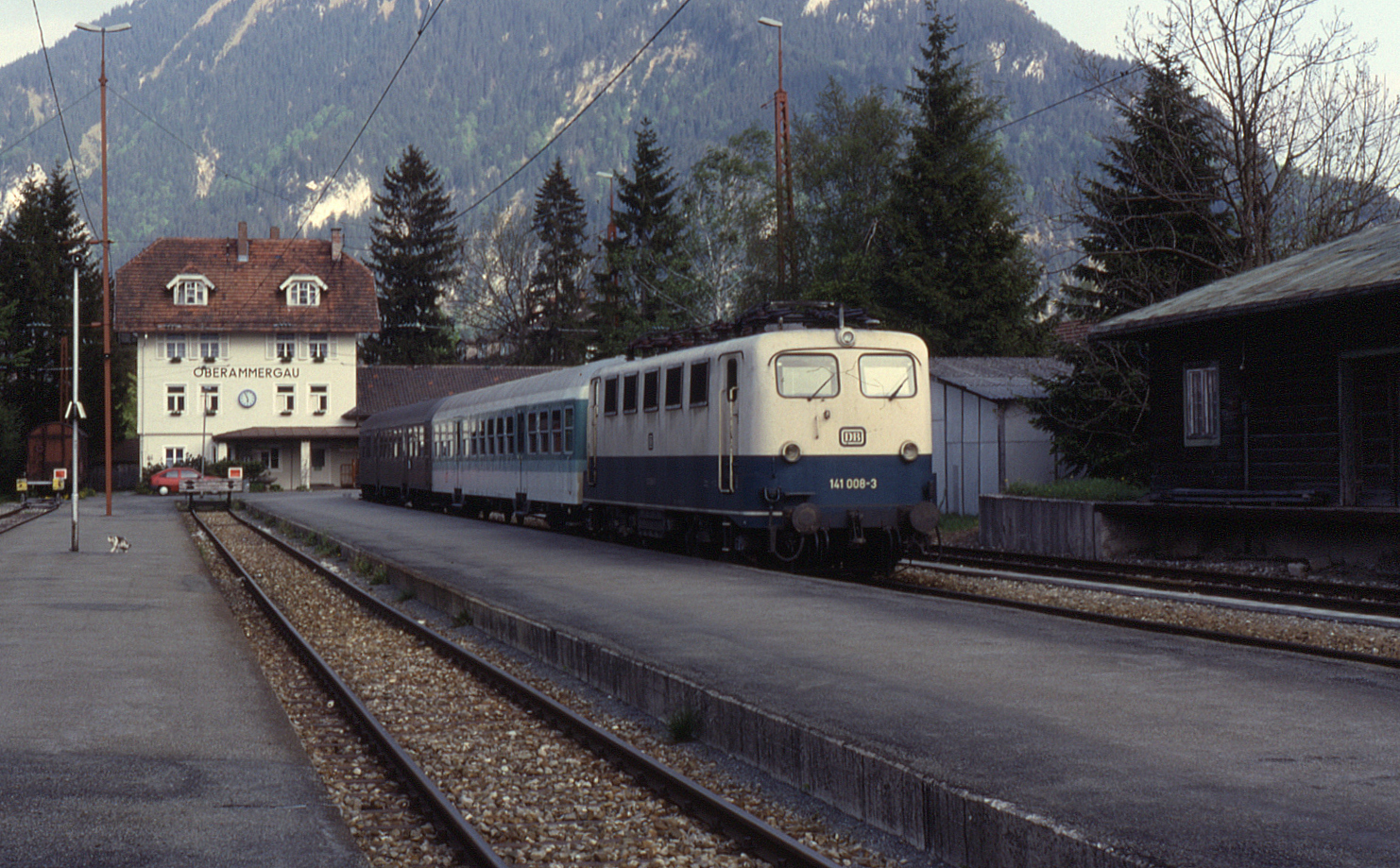
Baureihe 141 mit n-Wagen in Oberammergau, 1992

Während der Wechsel des Stromsystems 1951/1953 bzw. 1954/1955 auf 15.000 Volt / 16 ⅔ Hz unstrittig ist, gibt es zum ersten elektrischen Stromsystem und dem ersten Systemwechsel der damaligen Lokalbahn unterschiedliche Angaben:
- 5500 Volt bei 15 Hz[17] dann spätere Systemumstellung auf 5000 Volt und Anhebung der Frequenz auf 16 ⅔ Hz[1]
- 5000 Volt bei 16 Hz[18][19][20][21] und Erhöhung 1954 auf 16 ⅔ Hz[22]
- 5500 Volt bei 16 Hz[23][24]
- 5500 Volt bei 16 ⅔ Hz[25]

Wenn der erste, erfolglose Versuch mit 800 V 40 Hz außer Acht gelassen wird, fuhr die Ammergaubahn laut Ralf Specht aber von 1905 bis zur Beendigung des Inselbetriebs 1951/1955 durchgehend und unverändert mit 5500 V und 16 Hz.
Bei der Umstellung auf 15.000 Volt und 16 ⅔ Hz wurden vier der fünf Elektrolokomotiven der Baureihe E 69 entsprechend umgebaut.

## Streckenverlauf
Die Strecke verlässt den Bahnhof Murnau, indem sie die Hauptbahn am oberen Ende der Murnauer Rampe westwärts überquert und auf dem westöstlichen, gefalteten Molassehöhenzug über der Lindenbachkerbe aufwärts nach Bad Kohlgrub gelangt. Hier erreicht sie die Wurzeln des Mühlbachs, überquert die Wasserscheide zur Ammer bei Altenau und bleibt rechtsufrig am Talboden bis Unterammergau, ab dort linksufrig am Fuße des Steckenbergs nach Kreuzung des Flusses bis Oberammergau.

## Fahrzeugeinsatz
Nachdem die Ursprungs-Lokomotiven der Baureihe 169 Anfang der 1980er Jahre wegen Überalterung ausgemustert wurden, ersetzte man sie durch Elektrolokomotiven der Baureihe 141. Am eingesetzten Wagenmaterial änderte sich dadurch nichts, es wurden weiterhin zwei n-Wagen je Zug eingesetzt. Ab 2002 wurden die lokomotivbespannten Züge schließlich durch Triebwagen der Baureihen 425 beziehungsweise 426 abgelöst, für den Planbetrieb wurden zwei Umläufe benötigt. Die letzten Wendezüge mit der Baureihe 141 verkehrten im Herbst 2004. Seit Sommer 2013 kommen Triebwagen des Typs Bombardier Talent 2 (Baureihe 442) zum Einsatz. Im Planbetrieb werden weiterhin zwei Umläufe benötigt.